# Jesteś światłem
Jesteś światłem – dwunasta autorska płyta Krzysztofa Herdzina, wydana w 2013 roku przez Universal Music Polska. Na płycie znalazły się piosenki skomponowane przez lidera do lirycznych wierszy Konstantego Ildefonsa Gałczyńskiego i Kazimierza Przerwy-Tetmajera, zaśpiewane przez znanych polskich wokalistów: Annę Marię Jopek, Dorotę Miśkiewicz i Grzegorza Turnaua.

## Lista utworów
1. „Idą błękitne, ciche, zamyślone” – 7:32
2. „Modlitwa do Anioła Stróża” – 6:51
3. „Szafirowa romanca” – 6:12
4. „Pokochałem ciebie” – 6:30
5. „A ja tobie bajki opowiadam” – 2:36
6. „Pyłem Księżycowym” – 6:06
7. „Laura i Filon” – 8:06
8. „We śnie” – 6:01
9. „Jesteś światłem” – 3:14

## Wykonawcy
- Krzysztof Herdzin – fortepian, instrumenty klawiszowe, śpiew (8), chórki (2, 6) instrumenty perkusyjne, flet, irlandzkie whistle, hulusi, saksofon tenorowy, klarnet basowy, harmonijka, kompozytor, aranżer, producent
- Robert Kubiszyn – kontrabas, gitara basowa
- Cezary Konrad – perkusja
- Marek Napiórkowski – gitara (2, 3, 4, 6, 7)
- Grzegorz Turnau – śpiew (1, 2, 4, 5, 6)
- Anna Maria Jopek – śpiew (1, 7)
- Dorota Miśkiewicz – śpiew (3)